# Pustak (polana)
Pustak – polana w Gorcach pod Kudłoniem. Ma powierzchnię 2,42 ha i położona jest na wysokości 1215–1235 m n.p.m. Jest dobrym punktem widokowym. Szeroka panorama widokowa obejmuje Jaworzynę Kamienicką, źródliskowe obszary Kamienickiego Potoku, pobliską Mostownicę, położony za nią Turbacz i Czoło Turbacza. Horyzont zamykają Tatry. Ponadto widoczne są inne jeszcze szczyty Gorców, a także Beskid Sądecki, Pieniny, Magura Spiska i Pasmo Babiogórskie.
W wyniku zaprzestania wypasu i koszenia polana zarasta stopniowo lasem. Wśród roślinności polany dominuje bujna tutaj bliźniczka psia trawka. Z gatunków górskich nielicznie występuje kuklik górski. W lasach otaczających polanę żyją rzadkie gatunki ptaków: głuszec, drozd obrożny, jarząbek.
Polana znajduje się w obrębie wsi Konina (część wsi Poręba Wielka w województwie małopolskim, w powiecie limanowskim, w gminie Niedźwiedź). Na polanie Gorczański Park Narodowy zamontował dużą tablicę informacyjną z panoramą oglądanych z niej szczytów oraz opisem polany.

## Szlaki turystyki pieszej
Konina – Cyrla Hanulowa – Kopa – Figurki Niżne – Figurki Średnie – Figurki – Pustak – Kudłoń. Odległość 4,5 km, suma podejść 610 m, czas przejścia 2 godz., z powrotem 1 godz. 10 min.
 przełęcz Przysłop – Pod Jaworzynką – Podskały – Adamówka – Gorc Troszacki – Kudłoń – polana Pustak – Przysłopek – przełęcz Borek – Hala Turbacz – Turbacz. Odległość 11,4 km, suma podejść 810 m, suma zejść 470 m, czas przejścia 3 godz. 35 min, z powrotem 3 godz.

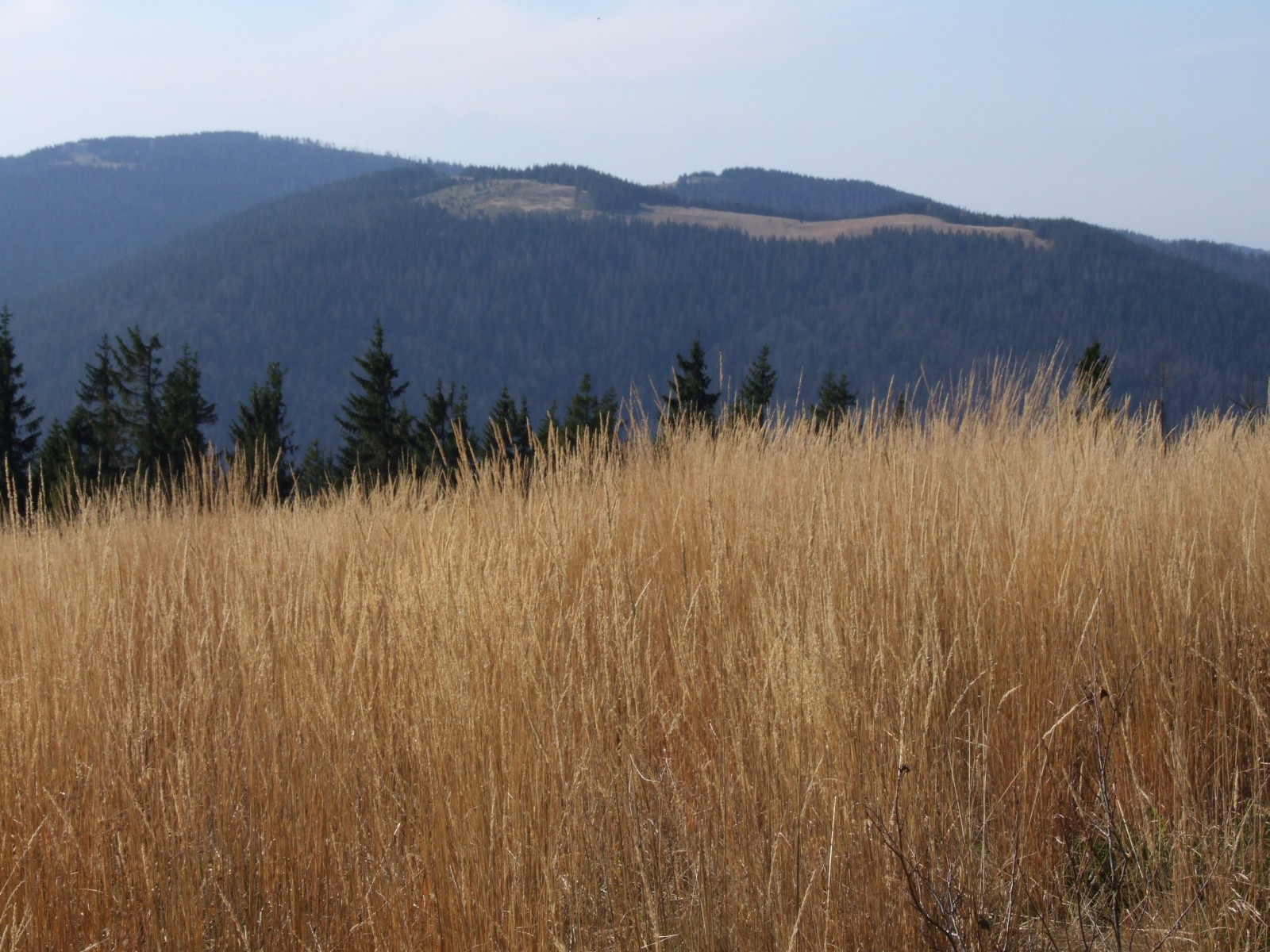
Widok z polany Pustak na Mostownicę